# Цукрист синьощокий
Цукри́ст синьощокий (Dacnis venusta) — вид горобцеподібних птахів родини саякових (Thraupidae). Мешкає в Центральній і Південній Америці.

## Опис

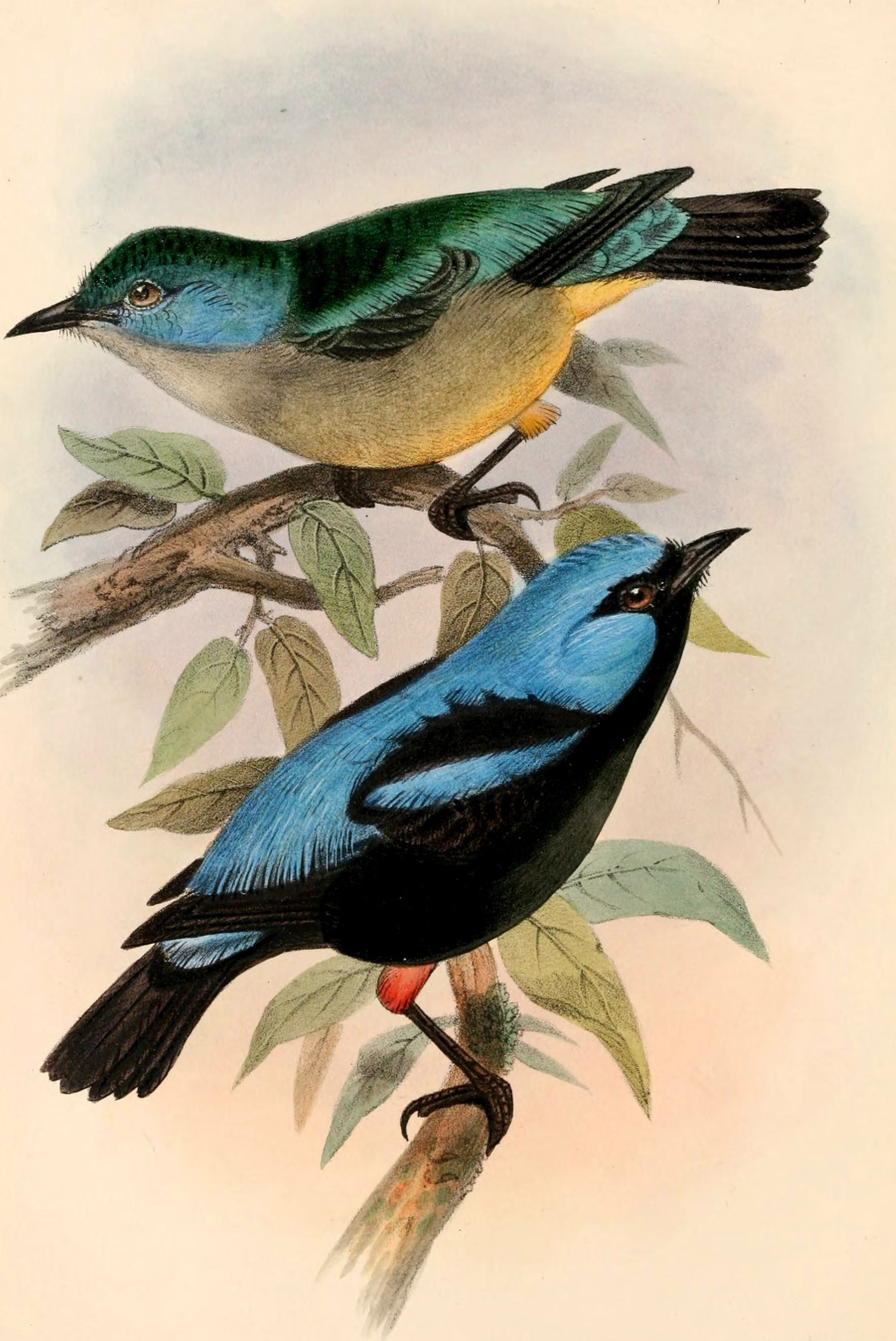
Синьощокі цукристи (самиця зверху, самець знизу)

Довжина птаха становить 12 см. вага 16 г. Виду притаманний статевий диморфізм. У самців тім'я, потилиця, скроні, шия, плечі і спина бірюзово-блакитні, лоб, обличчя, крила і хвіст чорні, горло, нижня частина тіла і боки зеленувато-чорні, стегна яскраво-червоні. У самиць верхня частина тіла темно-блакитнувато-зелена, шия і скроні світліші, боки дещо тьмяніші, надхвістя бірюзове. Обличчя, крила і хвіст темні, горло сіре. Груди і боки сірувато-оливкові, груди з блакитним відтінком. Живіт і гузка охристо-жовті, боки коричнювато-оранжеві.

## Підвиди
Виділяють два підвиди:
- D. v. venusta Lawrence, 1862 — Коста-Рика і західна Панама (на схід до Чирикі);
- D. v. fuliginata Bangs, 1908 — від східної Панами (карибське узбережжя Дар'єна) до північно-західного Еквадору.

## Поширення і екологія
Синьощокі цукристи мешкають в Коста-Риці, Панамі, Колумбії і Еквадорі. Вони живуть в кронах вологих і гірських тропічних лісів, на узліссях і галявинах та на плантаціях. Зустрічаються переважно на висоті від 200 до 700 м над рівнем моря, в Коста-Риці на висоті до 1500 м над рівнем моря. Живляться ягодами і насінням, а також комахами, яких шукають серед листя. Гніздо чашоподібне, неглибоке, робиться з тонких корінців, вусиків рослин і папороті, розміщується між гілками, на висоті 12-15 м над землею.